# Bezdead
Bezdead é uma comuna romena localizada no distrito de Dâmbovița, na região de Muntênia. A comuna possui uma área de 57.57 km² e sua população era de 4825 habitantes segundo o censo de 2007.